# Matia Bazar
Matia Bazar is een Italiaanse muziekgroep, afkomstig uit de stad Genua.

## Geschiedenis
De groep werd in 1974 opgericht door Piero Cassano, Aldo Stellita, Carlo Marrale, Giancarlo Golzi en Antonella Ruggiero. In hetzelfde jaar scoorde ze hun eerste grote hit Stasera che sera. In 1978 nam Matia Bazar deel aan het prestigieuze Festival van San Remo en won er de eerste prijs met E dirsi ciao. Matia Bazar scoorde in de jaren 70 ook enkele internationale hits zoals Per un' ora d'amore (1975) en Solo tu (1977). In 1979 deed Matia Bazar mee aan het Eurovisie Songfestival in Jeruzalem met het nummer 'Raggio di luna' en behaalde daar de 15e plaats met 27 punten. De grootste hit van de band is Ti sento, dat in 1986 wereldwijd een hit werd.
In 1989 verliet Antonella Ruggiero de groep. Zij werd vervangen door Laura Valente, die tot 1999 leadzangeres van de groep bleef. Matia Bazar nam in deze periode tweemaal deel aan het Festival van San Remo, het grote succes bleef echter uit. Van 2000 tot 2004 was Silvia Mezzanotte het gezicht van de groep, die in deze periode driemaal deelnam aan het festival. In 2002 won Matia Bazar met Messaggio d'amore voor de tweede maal de eerste prijs. Silvia Mezzanotte werd in 2005 opgevolgd door Roberta Faccani. In 2010 keerde Silvia Mezzanotte terug als zangeres.

## Discografie

### Albums
| Album met eventuele hitnotering(en) in de Nederlandse Album Top 100 | Datum van verschijnen | Datum van binnenkomst | Hoogste positie | Aantal weken | Opmerkingen   |
| ------------------------------------------------------------------- | --------------------- | --------------------- | --------------- | ------------ | ------------- |
| Matia Bazar 1                                                       | 1976                  | -                     |                 |              |               |
| Gran bazar                                                          | 1977                  | -                     |                 |              |               |
| L'oro dei Matia Bazar                                               | 1977                  | -                     |                 |              | Verzamelalbum |
| Semplicità                                                          | 1978                  | -                     |                 |              |               |
| Tournée                                                             | 1979                  | -                     |                 |              |               |
| Il tempo del sole                                                   | 1980                  | -                     |                 |              |               |
| Berlino, Parigi, Londra                                             | 1981                  | -                     |                 |              |               |
| Tango                                                               | 1983                  | -                     |                 |              |               |
| Aristocratica                                                       | 1984                  | -                     |                 |              |               |
| Melanchólia                                                         | 1985                  | 19-07-1986            | 4               | 15           |               |
| Melò                                                                | 1987                  | -                     |                 |              |               |
| 10 Grandi successi                                                  | 1988                  | -                     |                 |              | Verzamelalbum |
| Solo tu... Matia Bazar                                              | 1988                  | -                     |                 |              | Verzamelalbum |
| Red corner                                                          | 1989                  | -                     |                 |              |               |
| Anime pigre                                                         | 1991                  | -                     |                 |              |               |
| Tutto il mondo dei Matia Bazar                                      | 1992                  | -                     |                 |              | Verzamelalbum |
| Dove le canzoni si avverano                                         | 1993                  | -                     |                 |              |               |
| Piccoli giganti                                                     | 1995                  | -                     |                 |              |               |
| Radiomatia                                                          | 27-10-1995            | -                     |                 |              | Verzamelalbum |
| Tutto il meglio dei Matia Bazar                                     | 1996                  | -                     |                 |              | Verzamelalbum |
| Benvenuti a sausalito                                               | 1997                  | -                     |                 |              |               |
| Souvenir: The very best of Matia Bazar                              | 1998                  | -                     |                 |              | Verzamelalbum |
| Vacanze romane e altri successi                                     | 1999                  | -                     |                 |              | Verzamelalbum |
| Brivido caldo                                                       | 2000                  | -                     |                 |              |               |
| Dolce canto                                                         | 2001                  | -                     |                 |              |               |
| Sentimentale: le più belle canzoni d'amore...                       | 2001                  | -                     |                 |              | Verzamelalbum |
| Messaggi dal vivo                                                   | 2002                  | -                     |                 |              | Livealbum     |
| Matia Bazar: I concerti di live@RTSI 20 maggio 1981                 | 2002                  | -                     |                 |              | Livealbum     |
| Matia Bazar: Studio collection                                      | 2002                  | -                     |                 |              | Verzamelalbum |
| Matia Bazar: I grandi successi                                      | 2002                  | -                     |                 |              | Verzamelalbum |
| Profili svelati                                                     | 2005                  | -                     |                 |              |               |
| Matia Bazar: Made in Italy                                          | 2004                  | -                     |                 |              | Verzamelalbum |
| Matia Bazar: collezione italiana                                    | 2006                  | -                     |                 |              | Verzamelalbum |
| One1 two2 three3 four4                                              | 27-11-2007            | -                     |                 |              |               |
| Matia Bazar: The best of platinum                                   | 2007                  | -                     |                 |              | Verzamelalbum |
| Matia Bazar: Solo grandi successi                                   | 2007                  | -                     |                 |              | Verzamelalbum |
| The platinum collection                                             | 2007                  | -                     |                 |              | Verzamelalbum |
| One1 two2 three3 four4 vol. 2                                       | 2008                  | -                     |                 |              |               |
| Per un'ora d'amore: The Virgin collection                           | 2008                  | -                     |                 |              | Verzamelalbum |
| Conseguenza logica                                                  | 29-03-2011            | -                     |                 |              |               |
| Fantasia - Best & rarities                                          | 2011                  | -                     |                 |              | Verzamelalbum |

### Singles
| Single met eventuele hitnotering(en) in de Nederlandse Top 40 | Datum van verschijnen | Datum van binnenkomst | Hoogste positie | Aantal weken | Opmerkingen                              |
| ------------------------------------------------------------- | --------------------- | --------------------- | --------------- | ------------ | ---------------------------------------- |
| Solo tu                                                       | 1978                  | 03-06-1978            | tip18           | -            |                                          |
| Vacanze romane                                                | 1983                  | 23-04-1983            | tip17           | -            |                                          |
| Ti sento                                                      | 1986                  | 19-07-1986            | 2               | 11           | Nr. 2 in de Single Top 100 / Alarmschijf |

| Single met hitnotering(en) in de Vlaamse Ultratop 50 | Datum van verschijnen | Datum van binnenkomst | Hoogste positie | Aantal weken | Opmerkingen                |
| ---------------------------------------------------- | --------------------- | --------------------- | --------------- | ------------ | -------------------------- |
| Ti sento                                             | 1986                  | -                     |                 |              | Nr. 1 in de Radio 2 Top 30 |

### NPO Radio 2 Top 2000
| Nummer met noteringen in de NPO Radio 2 Top 2000 | '99 | '00  | '01 | '02 | '03 | '04  | '05  | '06  | '07  | '08  | '09  | '10  | '11  | '12  | '13  | '14  |
| ------------------------------------------------ | --- | ---- | --- | --- | --- | ---- | ---- | ---- | ---- | ---- | ---- | ---- | ---- | ---- | ---- | ---- |
| Ti sento                                         | 910 | 1010 | 938 | 684 | 996 | 1021 | 1515 | 1554 | 1902 | 1369 | 1865 | 1766 | 1871 | 1702 | 1638 | 1816 |

1. ↑  Een vetgedrukt getal geeft de hoogste notering aan.
2. ↑  Deze tabel is bijgewerkt tot en met de laatste editie (2024).